# Malecón de Miraflores
El Malecón de Miraflores es un conjunto de malecones ubicado en el distrito de Miraflores, en Lima, Perú. Se divide en Malecón de la Marina, Malecón Cisneros, Malecón de la Reserva y Malecón 28 de Julio.

## Descripción
Se encuentra cerca del acantilado en Miraflores y con una vista a la bahía de Lima, denominada Costa Verde. En él se realizan actividades deportivas como parapente y ciclismo o actividades de esparcimiento. A lo largo del malecón cuenta con restaurantes y el centro comercial Larcomar.

## Galería

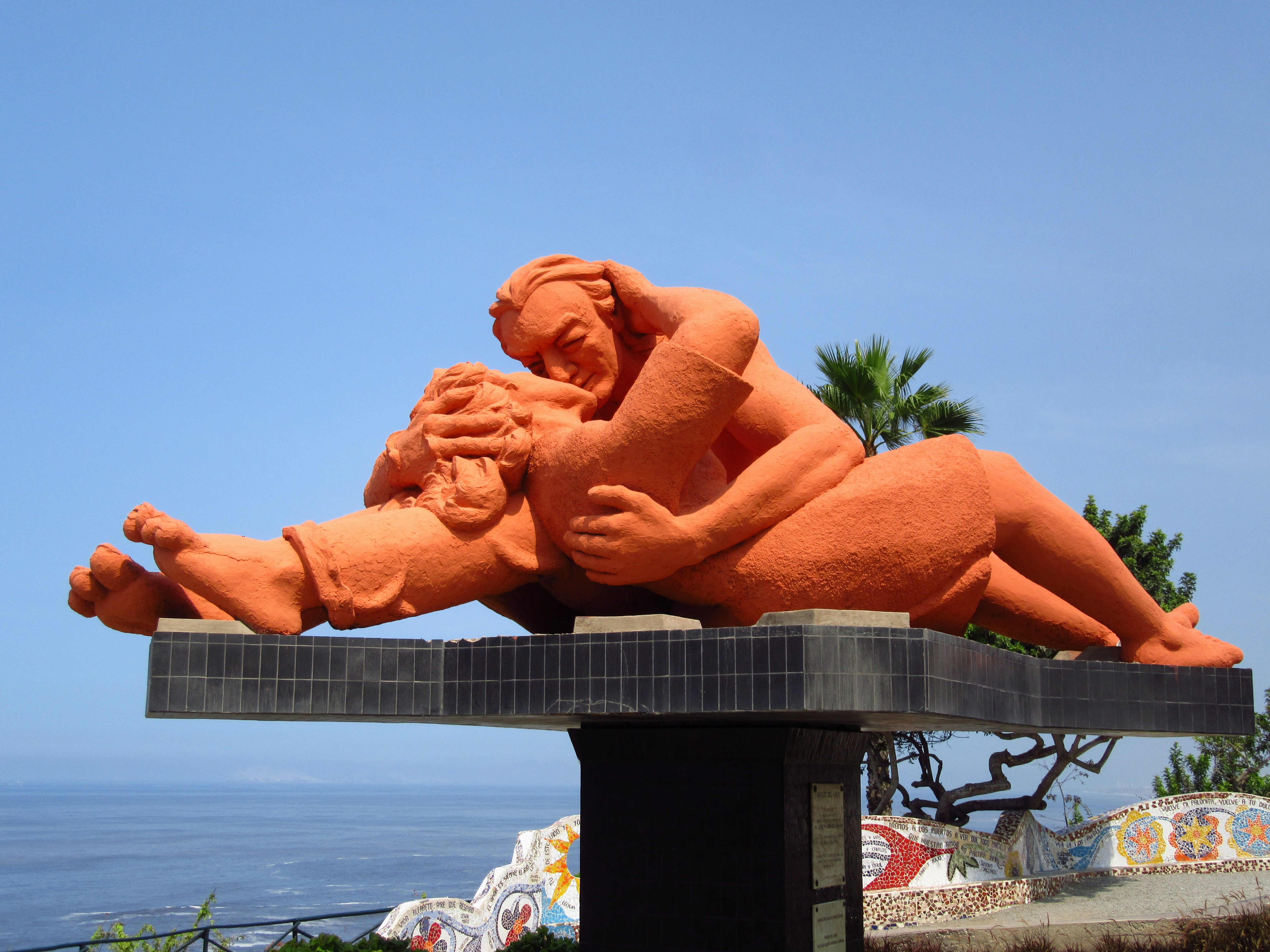
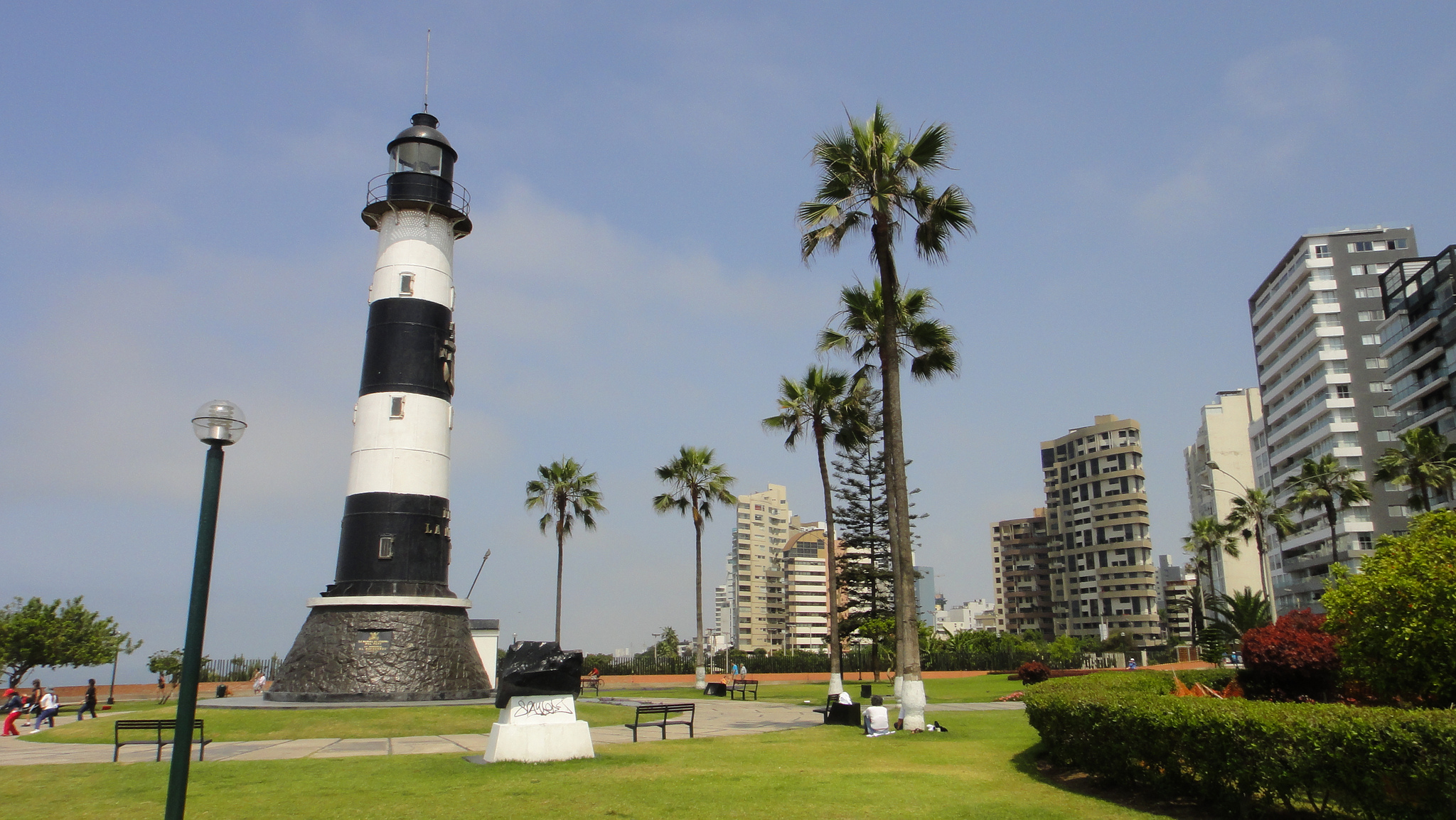
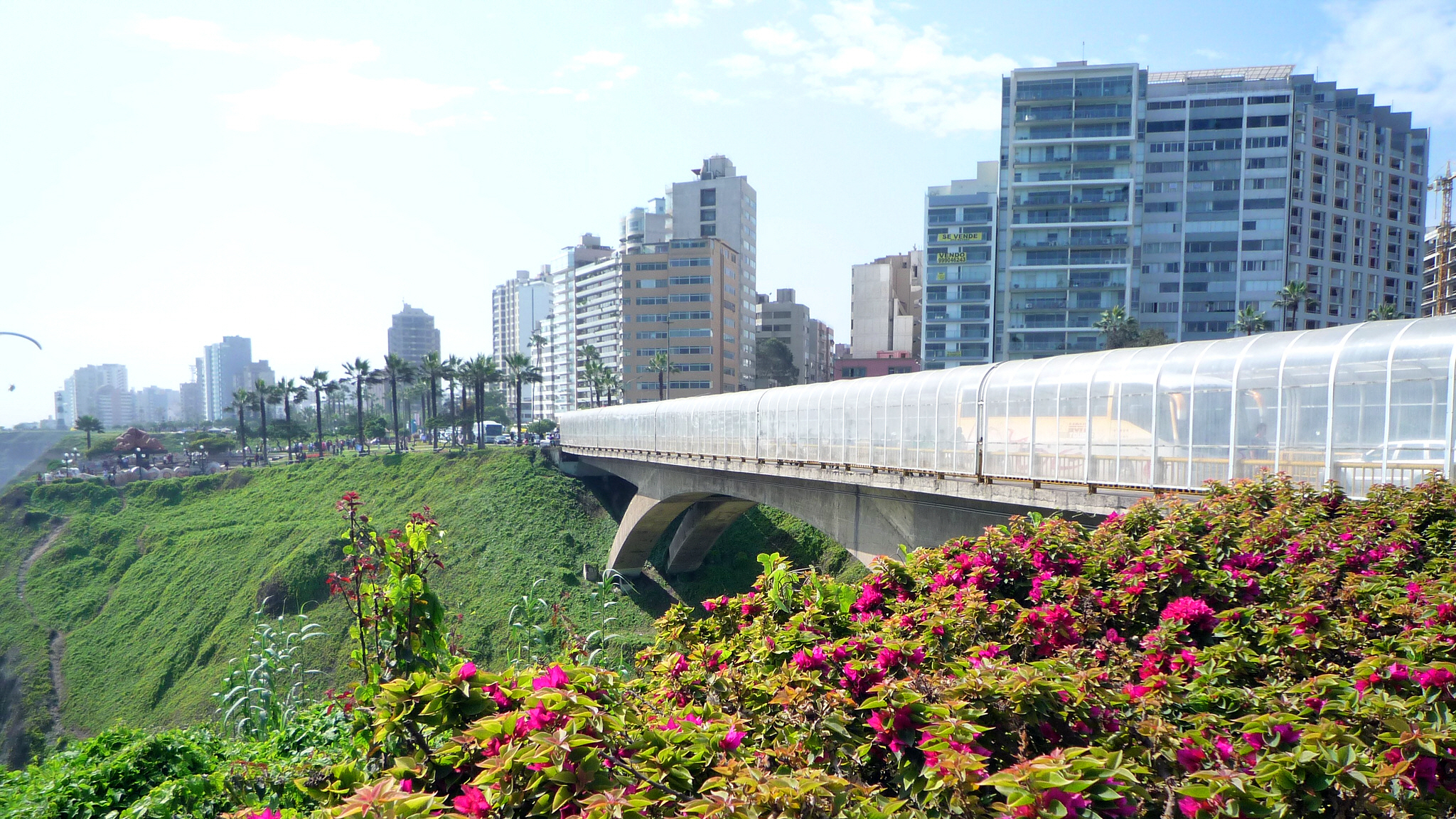
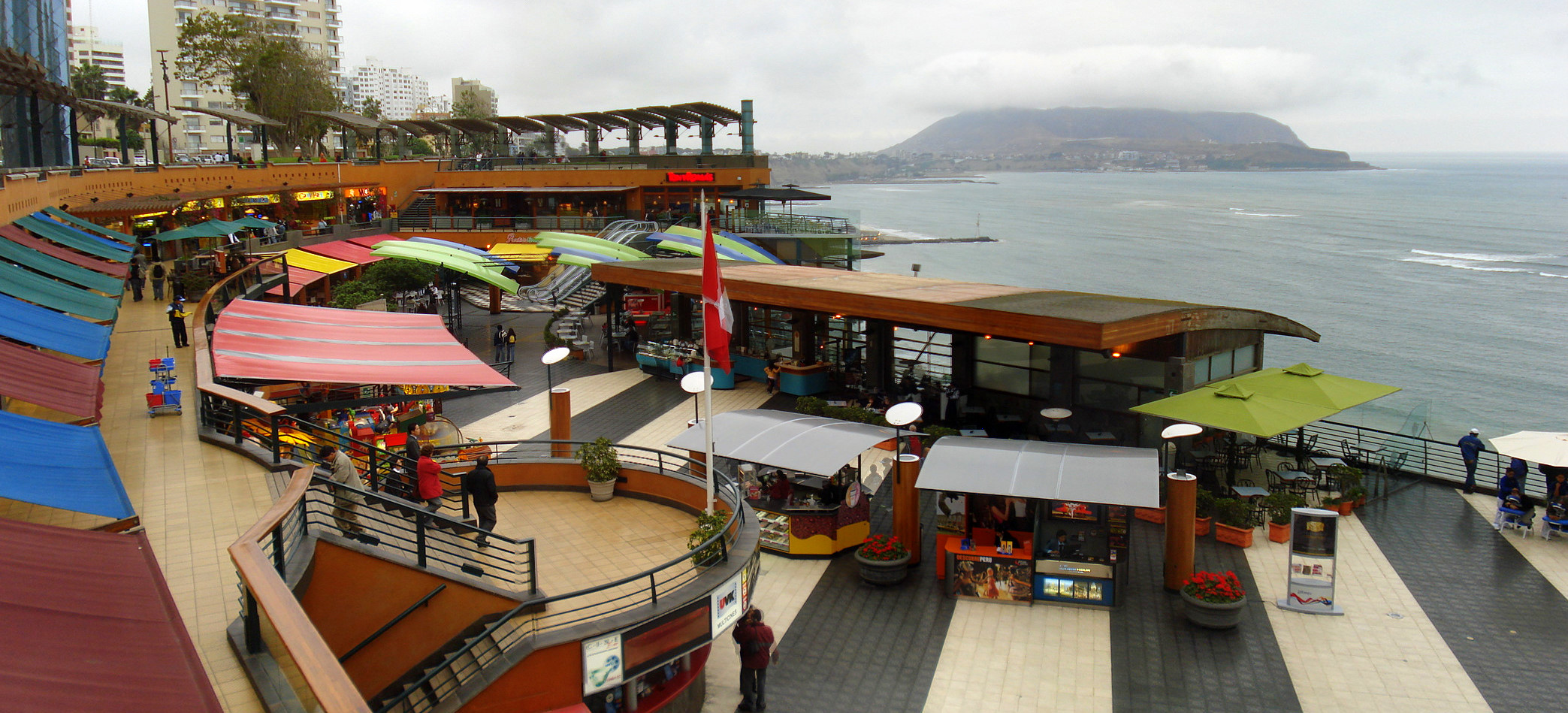
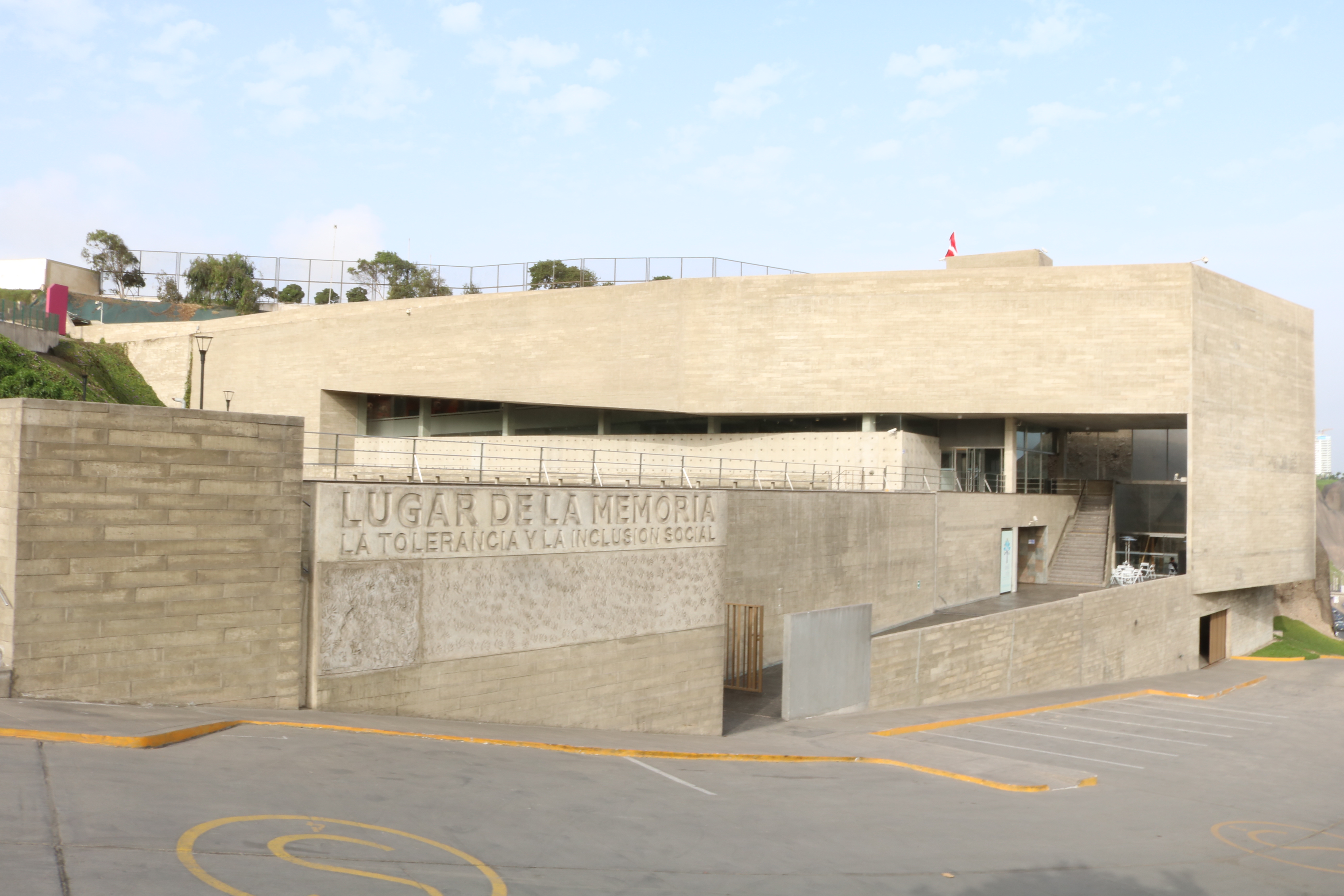
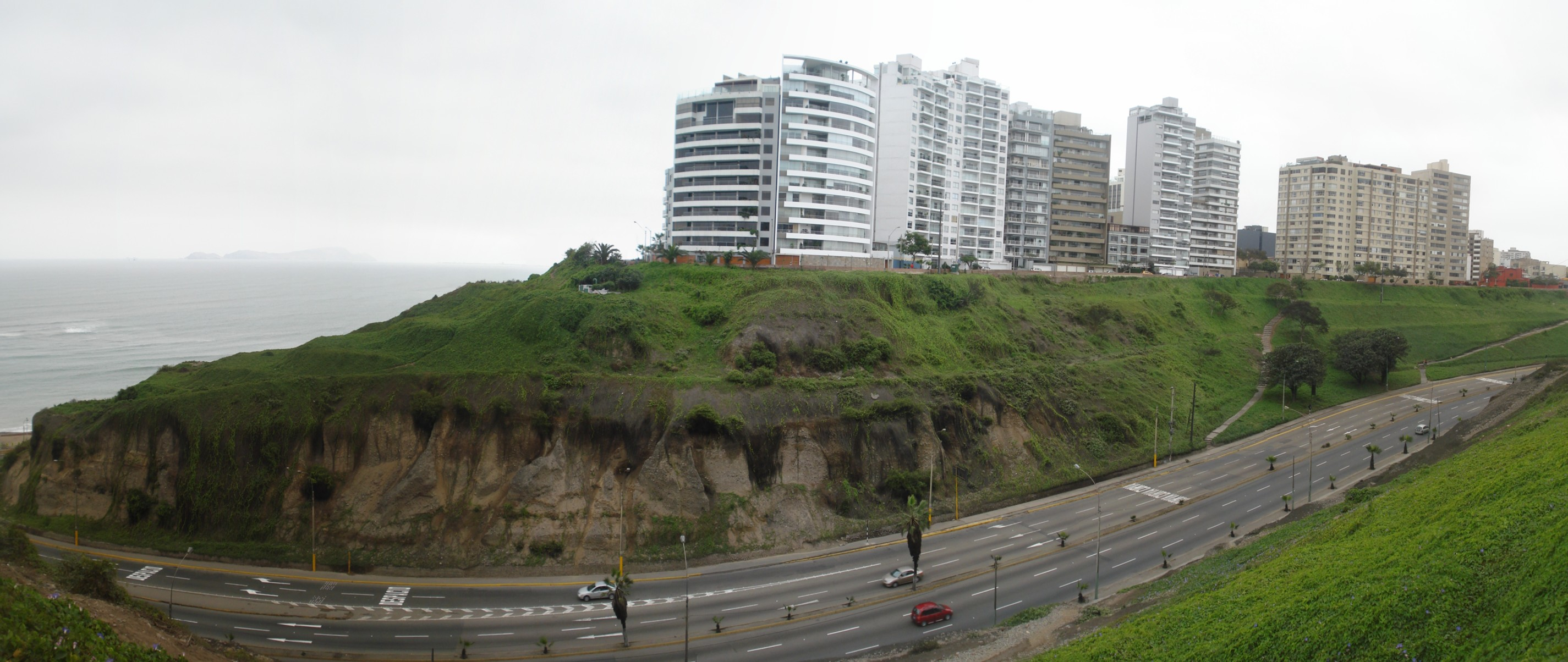

## Lugares de interés
- Larcomar
- Parque del Amor
- Parque Maria Reiche
- Coliseo Manuel Bonilla
- Lugar de la Memoria
- Puente Eduardo Villena Rey
- Parque Bicentenario[2]